# Ken Lum
Ken Lum (Vancouver, 26 settembre 1956) è un artista canadese di origini cinesi che vive e lavora a Vancouver, nella Columbia Britannica.

## Biografia
Dopo la laurea in Scienza e il Master of Fine Arts presso l'Università della Columbia Britannica nel 1985, comincia ad operare all'interno dell'arte concettuale, utilizzando diversi media tra cui pittura, scultura e fotografia. Nella sua arte egli analizza l'individuo e il ruolo che ricopre nella società. Spesso abbina le immagini con testi per invitare lo spettatore a porsi delle domande su questioni sociali.
Lum ha esposto le sue opere sia in Canada sia a livello internazionale ed ha rappresentato la sua nazione alla Biennale di San Paolo del 1998.
Attualmente insegna presso il Dipartimento di Belle Arti presso l'Università della Columbia Britannica di Vancouver.